# Język kusajski
Język kusajski (kosrae, kusaie) – język austronezyjski z grupy języków mikronezyjskich, używany na wyspie Kosrae w archipelagu Karolinów w Mikronezji. W 2001 r. miał w tym kraju 8 tys. użytkowników.
W użyciu jest także język angielski. W kusajskim zaznaczyły się wpływy leksykalne japońskiego i angielskiego.
Pierwsze dane nt. języka kusajskiego (o charakterze leksykalnym) ukazały się w 1825 r. W II poł. XX w. został opisany w postaci opracowania gramatycznego (1975)  i słownika (1976) .
Jest zapisywany alfabetem łacińskim. W 1977 r. wprowadzono nowy system pisowni. „Kusaie” to starsza forma zapisu nazwy „kosrae”.